# Tricheuse (film, 1924)
Pour les articles homonymes, voir Tricheur (homonymie).
Pour plus de détails, voir Fiche technique et Distribution.
Tricheuse (Manhandled) est un film américain réalisé par Allan Dwan, sorti en 1924. 

## Fiche technique
- Titre : Tricheuse
- Titre original : Manhandled
- Réalisation : Allan Dwan
- Scénario : Frank Tuttle et Julian Johnson (Intertitre) d'après une histoire de Sidney R. Kent et Arthur Stringer
- Producteur : Allan Dwan
- Société de production : Famous Players-Lasky Corporation
- Distribution : Paramount Pictures
- Photographie : Harold Rosson
- Montage : Julian Johnson
- Pays de production :  États-Unis
- Format : Noir et blanc - 35 mm - 1,33:1 - film muet
- Genre : Comédie dramatique
- Durée : 75 minutes
- Date de sortie :
  - États-Unis : 24 juillet 1924
  - France : 18 septembre 1925[1]

## Distribution
- Gloria Swanson : Tessie McGuire
- Tom Moore : Jim Hogan
- Lilyan Tashman : Pinkie Moran
- Ian Keith : Robert Brandt
- Arthur Housman : Chip Thorndyke
- Paul McAllister : Paul Garretson
- Frank Morgan : Arno Riccardi
- Pierre Collosse : Bippo
- Marie Shelton : Modèle
- Carrie Scott : Boarding House Keeper
- Ann Pennington : Elle-même
- Brooke Johns : Lui-même
- Frank Allworth : Vendeur